# Don Bertoia
Donald Richard dit Don Bertoia (né le 16 février 1940 à Rossland) est un athlète canadien, spécialiste du 800 m.

il remporte le titre du 800 m lors des Jeux panaméricains de 1963 au Brésil. 